# Marco di Bello

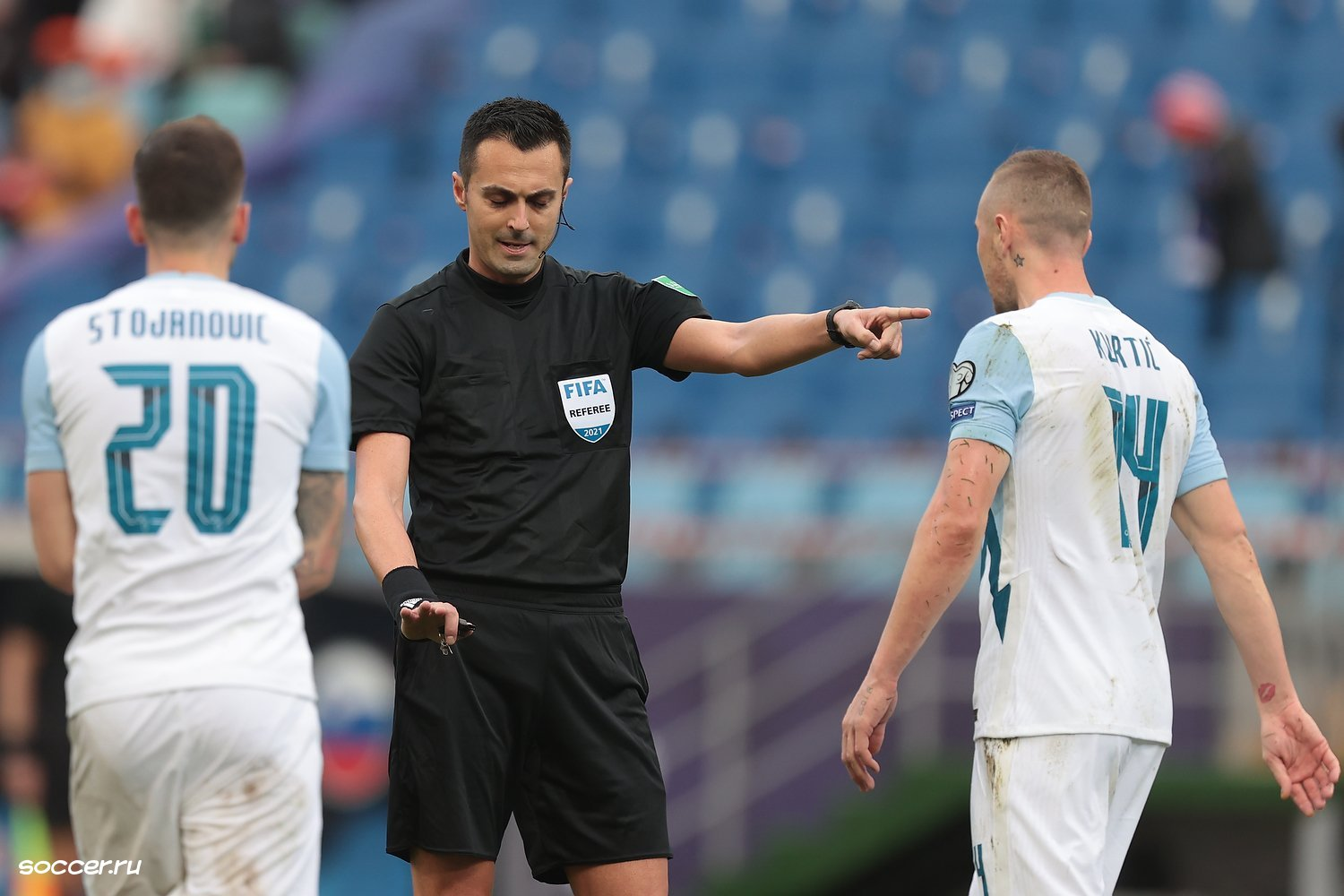
Marco di Bello (2021)

Marco di Bello (* 12. Juli 1981 in Brindisi) ist ein italienischer Fußballschiedsrichter.

## Werdegang
Di Bello leitet seit der Saison 2011/12 Spiele in der Serie B und in der Serie A.
Seit 2018 steht er auf der Liste der FIFA-Schiedsrichter und leitet internationale Fußballspiele.
Bei der U-17-Weltmeisterschaft 2019 in Brasilien und der paneuropäischen Europameisterschaft 2021 wurde di Bello jeweils als Videoschiedsrichter (VAR) eingesetzt.
Bis zur ersten Hälfte der Saison 2024/25 zählte di Bello zur Gruppe der UEFA-First-Category-Schiedsrichter, der zweithöchsten Schiedsrichter-Kategorie. 
Di Bello arbeitet in einem Kreditinstitut, ist verheiratet und hat zwei Kinder.